# 꼬꼬마 꿈동산
《꼬꼬마 꿈동산》(영어: In the Night Garden)은 《꼬꼬마 텔레토비》의 후속으로 제작된 어린이 대상 텔레비젼 프로그램이다. 동요와 그림책을 현대적으로 재해석하였으며, 앤 우드와 앤디 대번포트가《꼬꼬마 텔레토비》에 이어 이 프로그램의 제작을 담당하였다.

## 등장 인물
- 뿌루뿌루
- 뚜뚜데이지
- 매카패카
- 오믈리부
- 하후
- 퐁퐁가족
- 통통가족
- 치키포키
- 슈슈붕붕

## 같이 보기
- 꼬꼬마 텔레토비